# 1,6-Dihidroksicikloheksa-2,4-dien-1-karboksilat dehidrogenaza
1,6-dihidroksicikloheksa-2,4-dien-1-karboksilat dehidrogenaza (EC 1.3.1.25, 3,5-cikloheksadien-1,2-diol-1-karboksilatna dehidrogenaza, 3,5-cikloheksadien-1,2-diol-1-karboksilna kiselina dehidrogenaza, dihidrodihidroksibenzoatna dehidrogenaza, DHBDH, cis-1,2-dihidroksicikloheksa-3,5-dien-1-karboksilatna dehidrogenaza, 2-hidro-1,2-dihidroksibenzoatna dehidrogenaza, cis-1,2-dihidroksicikloheksa-3,5-dien-1-karboksilat:+ oksidoreduktaza, dihidrodihidroksibenzoatna dehidrogenaza, (1R,6R)-1,6-dihidroksicikloheksa-2,4-dien-1-karboksilat:+ oksidoreduktaza (dekarboksilacija)) je enzim sa sistematskim imenom (1R,6S)-1,6-dihidroksicikloheksa-2,4-dien-1-karboksilat:+ oksidoreduktaza (dekarboksilacija). Ovaj enzim katalizuje sledeću hemijsku reakciju
()-1,6-dihidroksicikloheksa-2,4-dien-1-karboksilat + NAD+ {\displaystyle \rightleftharpoons } katehol + CO2 + NADH + H+

## Literatura
- Nicholas C. Price; Lewis Stevens (1999). Fundamentals of Enzymology: The Cell and Molecular Biology of Catalytic Proteins (Third изд.). USA: Oxford University Press. ISBN 019850229X.
- Eric J. Toone (2006). Advances in Enzymology and Related Areas of Molecular Biology, Protein Evolution (Volume 75 изд.). Wiley-Interscience. ISBN 0471205036.
- Branden C; Tooze J. Introduction to Protein Structure. New York, NY: Garland Publishing. ISBN 0-8153-2305-0.
- Irwin H. Segel. Enzyme Kinetics: Behavior and Analysis of Rapid Equilibrium and Steady-State Enzyme Systems (Book 44 изд.). Wiley Classics Library. ISBN 0471303097.

## Spoljašnje veze
- 1,6-dihydroxycyclohexa-2,4-diene-1-carboxylate+dehydrogenase на 